# Isogonia
In filosofia, l'isogonia (dal greco isos, uguale, gonia dalla radice "gen", "gon", nascita) è il principio, esposto da Platone nel Menesseno, per cui ogni uomo è nato allo stesso modo e con gli stessi diritti.
È strettamente legata nell'Epitaffio di Pericle all'isonomia.
In matematica, l'isogonia si riferisce alla proprietà di avere gli angoli uguali tra due elementi.